# Alyssum homalocarpum
Alyssum homalocarpum är en korsblommig växtart som först beskrevs av Fisch. och Carl Anton von Meyer, och fick sitt nu gällande namn av Pierre Edmond Boissier. Alyssum homalocarpum ingår i släktet stenörter, och familjen korsblommiga växter. Inga underarter finns listade i Catalogue of Life.